# Perkinsozoa
Os Perkinsozoa são um grupo recentemente criado de protistas pertencente ao superfilo dos Alveolata. Podem ser encontrados em ecossistemas marinhos e limícolas e são parasitas intracelulares de moluscos (Perkinsus) e de protistas (Cryptophagus, Parvilucifera, Rastrimonas). É provável que tenham um plasto degenerado e um complexo apical incompleto. São matéria de significativo interesse nos estudos filogenéticos por se considerar tratar-se de um grupo basal aos dinoflagelados.